# Buraco negro de Kaluza-Klein
Um buraco negro de Kaluza-Klein ou buraco negro KK é uma membrana negra em um espaço assintoticamente plano do tipo Kaluza-Klein, ou seja, um espaço-tempo de dimensão superior com dimensões compactas